# Назарова, Татьяна Евгеньевна
Татьяна Евгеньевна Назарова (укр. Тетяна Євгенівна Назарова; род. 29 ноября 1960, Бердянск, Запорожская область, УССР, СССР) — советская и украинская актриса театра и кино, театральный педагог. Народная артистка Украины (1996), Народная артистка Российской Федерации (2003). Актриса Национального академического драматического театра имени Леси Украинки в Киеве.

## Биография
Родилась 29 ноября 1960 года в городе Бердянске Запорожской области Украинской ССР. 
В 1982 году окончила Киевский театральный институт им. И. К. Карпенко-Карого (курс народного артиста СССР Юрия Мажуги). 
По окончании института была принята в труппу Киевского театра русской драмы имени Леси Украинки. 
В 1990 году получила звание заслуженной артистки УССР.
В 1991—2010 гг. преподавала актёрское мастерство в Киевском театральном институте им. И. К. Карпенко-Карого, доцент. 
В 2000 году избрана членом-корреспондентом, а в 2004 году академиком Национальной Академии искусств Украины.
Снималась во многих советских, украинских и российских кинофильмах, сериалах и телеспектаклях.
Муж — украинский политический и государственный деятель, бывший министр образования и науки Украины Дмитрий Табачник.

## Творчество

### Роли в театре
Спектакли текущего репертуара
Национального академического театра русской драмы имени Леси Украинки
- «В этом милом старом доме» Алексея Арбузова
- «Мнимый больной» Мольера
- «Волки и овцы» А. Н. Островского
- «Госпожа министерша» Бранислава Нушича
- «Доходное место» А.Островского
- «Как важно быть серьёзным» Оскара Уайльда
- «Милый лжец» Джерома Килти
- «Наполеон и корсиканка» Иржи Губача
- «Ревизор» Николая Гоголя
- «Семейный ужин» Марка Камолетти
- «Тойбеле и её демон» Исаака Зингера
- «Школа скандала» Ричарда Шеридана
- «Вишнёвый сад» А. П. Чехова [1]

Старые спектакли
- «И всё это было… и всё это будет…» (2001)
- «Любовь и война» (2000)
- «Ревизор» (1999) Н. Гоголя
- «Огонь желаний» (1999) И. Галеева
- «Кошка на раскалённой крыше» Теннесси Уильямса (1998)
- «Банковские служащие…» (1997) Энрико Тердзоли
- «Генералы в юбках» (1993) Жана Ануя
- «Молодые годы короля Людовика XI» (1993) М.Резниковича
- «Метеор» (1992) Фридриха Дюрренматта
- «Приглашение в Замок» (1992) Жана Ануя
- «Кандид» (1991) Вольтера
- «Идея господина Дома» Мориса Меттерлинка (1990)
- «Сказка про солдата и змею» (1989) Т.Габбе
- «Событие» (1989) Владимира Набокова
- «Уроки музыки» (1989) Л.Петрушевской
- «Самоубийца» (1989) Н.Эрдмана
- «Кровавая свадьба» (1988) Гарсиа Лорки
- «Конёк-Горбунок» (1988) П. Ершова
- «Марья» (1987)
- «Иван и Мадонна» (1987) А. Кудрявцева
- «Мамаша Кураж и её дети» Бертольта Брехта (1986)
- «Призвание» (1985)
- «ОБЭЖ» (1985) Бранислава Нушича
- «Бумажный патефон (Счастье моё)» (1984) А.Червинского
- «Победительница» (1983) А.Арбузова
- «Я, бабушка, Илико и Илларион (рассказ)» Н. Думбадзе (1982)
- «Предел спокойствия» (1982) П.Загребельного
- «Игрок» (1982) Ф.Достоевского

### Фильмография
- 1988 — «Маруся Чурай» (телеспектакль)
- 1988 — «На привязи у взлётной полосы»
- 1991 — «Записки юного врача»
- 1993 — «Этот симпатичный бес» (телеспектакль)
- 1994 — «Шамара» (Украина - Германия)
- 1996 — «Кайдашева семья» (Украина)
- 1997 — «Святое семейство» (Украина)
- 1997 — «Роксолана-1. Настуня (телесериал)» (Украина)
- 1997 — «Роксолана-2. Любимая жена Халифа (телесериал)» (Украина)
- 1999 — «Школа скандала» (Россия-Украина, телеспектакль)
- 1999 — «День рождения Буржуя» (Украина-Россия)
- 2002 — «Кукла» (Украина) (2002)
- 2003 — «Завтра будет завтра» (Россия-Украина)
- 2007 — «Доярка из Хацапетовки» (Россия-Украина)
- 2009 — «За всё тебя благодарю-3» (Россия-Украина)
- 2009 — «Доярка из Хацапетовки-2: Вызов судьбе» (Россия-Украина)
- 2012 — «Доярка из Хацапетовки-3» (Россия-Украина)

### Сценарная работа
- «Русский плен» (документальный фильм) (1994)

## Почётные звания и награды
- Заслуженная артистка Украинской ССР (17 июня 1991 года) — за личный вклад в социально-экономическое развитие республики, возрождения национальной культуры и искусства, высокое профессиональное мастерство и активное участие в общественной жизни[2]
- Народная артистка Украины (22 августа 1996 года) — за весомый личный вклад в приумножение национальных духовных достижений, высокий профессионализм и по случаю пятой годовщины независимости Украины[3]
- Народная артистка Российской Федерации (27 января 2003 года) — за большой вклад в развитие искусства и укрепление российско-украинских культурных связей[4]
- Орден «За заслуги» І степени (23 августа 2011 года) — за значительный личный вклад в становление независимости Украины, утверждение её суверенитета и международного авторитета, заслуги в государствообразующей, социально-экономической, научно-технической, культурно-образовательной деятельности, добросовестное и безупречное служение Украинскому народу[5]
- Орден «За заслуги» ІІ степени (2004)
- Орден «За заслуги» ІІІ степени (22 июля 1999 года) — за весомый личный вклад в развитие национальной культуры и искусства, высокий профессионализм[6]
- Орден Дружбы (27 июля 2009 года, Россия) — за большой вклад в развитие дружбы и сотрудничества между Российской Федерацией и Украиной[7]